# Panic Shack
Panic Shack — валлійський рок гурт, створений у 2018 році у місті Кардіфф.
Музика гурту була класифікована як інді-рок, панк-рок.

## Історія
Гурт Panic Shack був створений у 2018 році, а перші сингли вийшли у 2020 році: «Jiu Jits You» та «I don’t really like it».
У квітні 2022 року вони випустили дебютний мініальбом Baby Shack на лейблі Brace Yourself Records. Наступного місяця альбом досяг 92 позиції в британських чартах.
У 2023 році гурт Panic Shack провів свій перший хедлайнерський тур у 13 різних місцях по всій Великій Британії.

## Учасники гурту
- Сара Гарві (Sarah Harvey) —- головний вокал,
- Мег Фретвелл (Meg Fretwell) — гітара, бек-вокал,
- Ромі Лоуренс (Romi Lawrence) — гітара, бек-вокал,
- Емілі Сміт (Emily Smith) — бас,
- Нік Догерті-Вільямс (Nick Doherty-Williams) — барабани[6][7]

## Дискографія
Сингли
«Jiu Jits You» (2020)
«I don’t really like it» (2020)
Мініальбоми
Baby Shack (квітень 2022 року, Brace Yourself Records)